# Loire Princesse
Le Loire Princesse est un navire de croisière fluviale à roues à aubes français, construit en 2014 par STX France et Neopolia pour la société CroisiEurope et destiné à effectuer des croisières sur la Loire.

## Historique

### Conception
Le Loire Princesse, destiné à la navigation sur la Loire entre Saint-Nazaire et Angers, est commandé par son futur armateur CroisiEurope au groupement de petite ou moyenne entreprise (PME) ligériennes Neopolia. Conçu par le cabinet d'architecture navale nantais Stirling Design International, il est prévu pour pouvoir s'adapter aux conditions particulières de navigation sur ce fleuve, où la profondeur peut être très faible. Des études préalables sont réalisées en lien avec les voies navigables de France, notamment sur la période d'étiage (en été, où la demande touristique sera la plus forte) et sur la hauteur des différents ponts, afin de déterminer les caractéristiques du navire. Elles aboutissent à la conception d'un bateau au très faible tirant d'eau de 80 cm, à la coque en acier et aux superstructures en aluminium, d'un tirant d'air de 7,5 m, pouvant être réduit à 5,3 m en rabattant la cheminée, les mâts et les zones bâchées, et doté d’une particularité : la propulsion par roues à aubes. Cette technique, rare depuis la généralisation de l'hélice, est jugée plus adaptée à la faible profondeur et notamment au risque de talonnage sur un banc de sable. La conception des deux roues latérales nécessite une étude particulière pour pallier le faible rendement de ce type de propulseur et s'inspire également des travaux menés sur le Vevey.

### Construction
La construction du Loire Princesse est effectuée sous forme de blocs séparés par l’entreprise nantaise Mécasoud, qui sont ensuite assemblés par STX France dans la forme B des chantiers de l'Atlantique de Saint-Nazaire, où se trouve au même moment le porte-hélicoptères de classe Mistral Sebastopol. La mise sur cale, constituée par l'assemblage des deux blocs principaux de la coque, a lieu le 17 septembre 2014. La motorisation est installée le même mois, puis les superstructures en aluminium et les roues à aubes sont ajoutées en octobre.
La mise à l'eau est effectuée le 21 novembre 2014 à 1 h, en même temps que celle du Sebastopol, sans qu'aucune communication préalable n'ait été faite, à cause de l'affaire des Mistral alors en cours. La construction se poursuit ensuite à flot, marquée notamment par la mise sous tension de l'installation électrique le 15 février 2015, permettant de démarrer les premiers essais à quai. Les premiers essais des moteurs et tests de stabilité ont lieu le 12 mars. Les essais de navigation, effectués jusqu'à la fin mars, emmènent le bateau de Saint-Nazaire à Nantes puis Ancenis, où ils permettent de tester l'accostage et l'amarrage sur les nouveaux pontons spécialement construits pour accueillir le bateau.
Le Loire Princesse est baptisé le 2 avril 2015, en présence de la famille Schmitter, propriétaire de l'armateur CroisiEurope, de représentants des entreprises du groupement Neopolia, ayant assuré la construction du bateau et de plusieurs élus locaux, dont Charlotte Britz, bourgmestre de Sarrebruck, l'une des deux villes marraines et Johanna Rolland, maire de Nantes, l'autre ville marraine.

### Exploitation

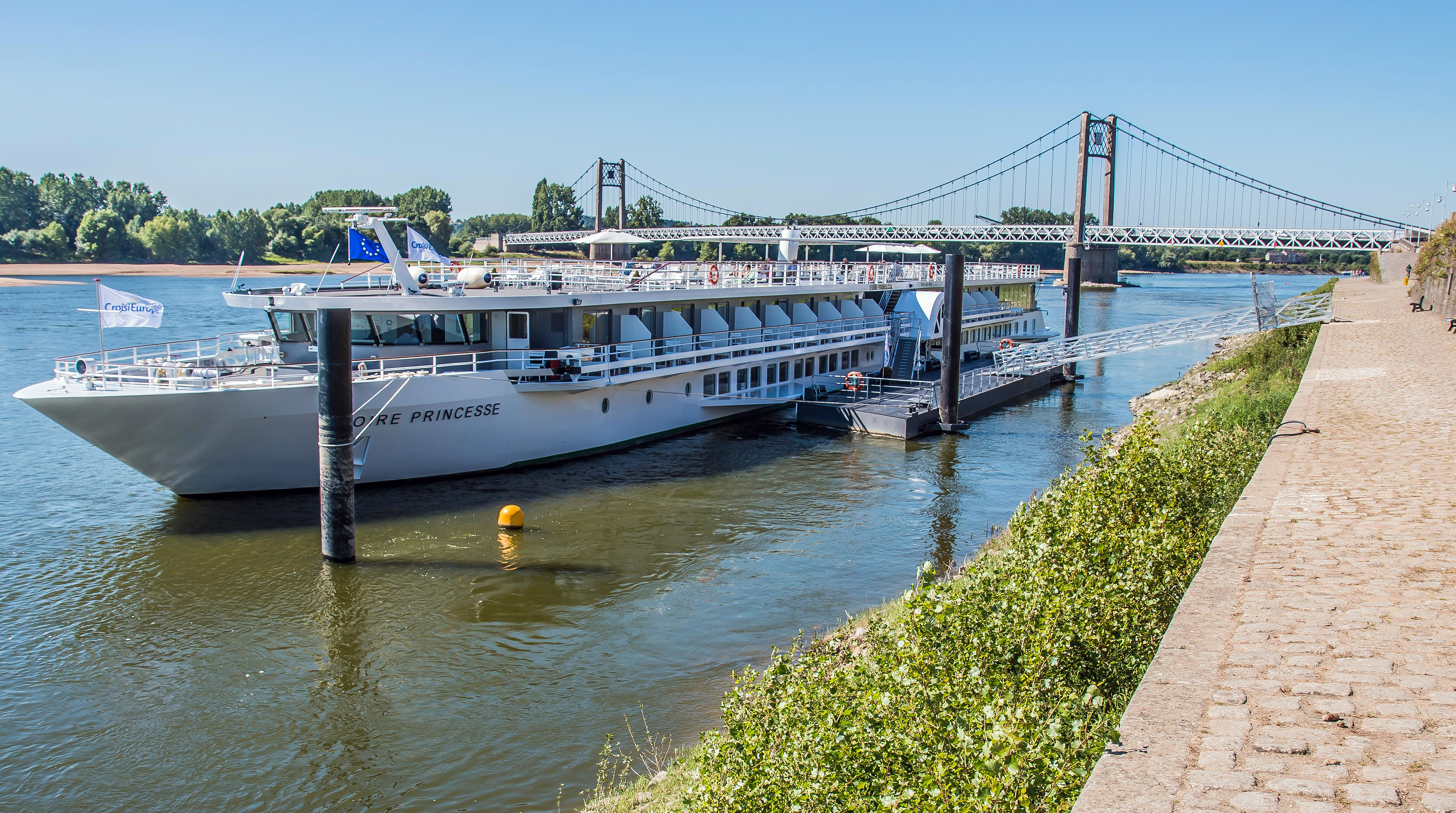
Le Loire princesse amarré lors d'une escale à Ancenis.

Le Loire Princesse est exploité au départ de Nantes, d'où il part pour des croisières d’une longueur de 290 km sur six ou huit jours, l'emmenant d'abord vers l'aval et l'embouchure du fleuve à Saint-Nazaire, puis vers l'amont, avec escale à Ancenis, jusqu'à Bouchemaine, à l'entrée d'Angers, où l'escale dure, selon le format de la croisière, une ou trois nuits. Il s'agit du premier bateau assurant une navigation commerciale sur la Loire depuis un siècle et l'arrêt de celle-ci lors de la Première Guerre mondiale.
Toutefois, la première année d'exploitation se solde par plusieurs incidents. À plusieurs reprises, le bateau doit s'arrêter de remonter la Loire au niveau de Saint-Florent-le-Vieil, où il ne parvient pas à contrer le fort courant. Le 17 juin 2015, le bateau s'échoue mais alors que l'armateur a dépêché un pousseur pour l'aider, celui-ci fait naufrage. Le 10 juillet, il doit également renoncer à effectuer la totalité du trajet prévu, s'étant encore échoué à Béhuard,,. Ces incidents suscitent des moqueries de la presse locale, Ouest-France s'interrogeant : « Le Loire Princesse est-il vraiment fait pour la Loire ? ». Pour pallier les problèmes dus aux variations de vitesse des courants, les roues à aubes et leurs capots sont modifiés afin de mieux limiter les pertes de rendement ; les nouvelles pièces, réalisées par Mecasoud, sont installées entre deux croisières, les 3 et 4 août 2015. Malgré ces incidents, liés à l'hydrologie exceptionnelle de l'année 2015, année de sécheresse, aucune croisière na été annulée mais certaines sont raccourcies. Pour les compléter, des autocars sont utilisés pour compléter les trajets et atteindre par la route les châteaux de la Loire en amont de Saumur[réf. nécessaire]. Malgré tout, avec plus de 3 200 passagers transportés, le taux de remplissage du navire a atteint les 84 %. Près de la moitié des passagers étaient de nationalité autre que française et, malgré les incidents, les croisières prévues pour 2016 étaient complètes à la fin de la saison 2015.
Si aucun incident ne vient ternir la saison 2016, l’étiage bas de la Loire en 2017 provoque de nouveaux incidents, conduisant à une limitation de la navigation à Ancenis de la croisière du 12 au 19 juillet 2017. Dans la nuit du 24 août 2017, le bateau talonne un épi puis s'échoue à Saint-Florent-le-Vieil, à cause du bas niveau du fleuve mais peut repartir dès le matin. Avec un taux de remplissage de 84 % et 3 800 passagers annuels, dont une majorité d’étrangers et bien qu'il reconnaisse que le manque d'eau peut conduire à des difficultés ponctuelles, l'armateur s'estime satisfait.
Le 23 février 2019, le Loire Princesse casse le mât supportant son radar en tentant de passer sous le pont Général-Audibert de Nantes, le niveau du fleuve étant élevé à la suite des grandes marées.
Le 26 juin 2024, alors que le fleuve déjà en crue reçoit du bassin versant le fruit de 48 heures d'orages, le bastingage du pont supérieur du Loire Princesse percute le tablier du pont d'Ingrandes, arrachant une partie des garde-corps.

## Caractéristiques
Le Loire Princesse correspond aux dimensions habituelles des bateaux de croisière fluviale du début du XXIe siècle, étant d’une longueur de 90 m pour un maître-bau de 15,3 m. Ses particularités résident dans son tirant d'eau particulièrement faible de 80 cm, rendu nécessaire par la faible profondeur de la Loire et dans sa propulsion par roues à aubes. Les deux roues latérales de 4,5 m de diamètre sont réalisées en aluminium et ont nécessité des études particulières pour pallier le faible rendement inhérent à ce type de propulsion. Pour cette même raison et également afin de limiter les nuisances sonores, ces roues sont entraînées directement par deux moteurs Diesel Volvo de 600 ch, sans utilisation de moteur hydraulique hydrostatique intermédiaire. Pour aider aux manœuvres, les roues à aubes peuvent être appuyées par deux pump-jets orientables à 360°, situés à la proue et à la poupe,.
Les 96 passagers sont accueillis dans 48 cabines, toutes équipées d'une salle de bains et disposant d'une vue sur l'extérieur. Trente cabines, situées sur le pont supérieur, sont munies de balcons et de baies vitrées, l'une d'entre elles étant accessible aux personnes à mobilité réduite. Les dix-huit autres sont situées au niveau inférieur, sur le pont principal. Le bateau comporte également un salon-bar, ainsi qu'un restaurant. L'équipage est constitué de 26 personnes.
La vitesse d'exploitation est de 15 km/h en descendant la Loire mais n'excède pas 10 km/h lors de sa remontée.